# On the Road (film fra 2012)
|  | For andre betydninger, se On the Road (flertydig) |
On the Road er en amerikansk dramafilm fra 2012. Walter Salles instruerede filmen efter et manus udarbejdet af Jose Rivera. Handlingen er baseret på Jack Kerouacs roman af samme navn. Sam Riley og Garrett Hedlund spiller hovedrollerne som Sal Paradise og Dean Moriarty, mens Kristen Stewart, Kirsten Dunst og Viggo Mortensen ses i væsentlige biroller.
Filmen havde premiere i 2012.

## Handling
Forfatteren Sal Paradise (Sam Riley) har netop mistet sin far og er i dyb sorg, men får nyt mod på livet, da han møder den frisindede og bekymringsløse playboy Dean Moriarty (Garrett Hedlund) og hans kæreste Marylou (Kristen Stewart). Sal bliver fascineret af hans underfulde charme og udvikler et tæt venskab med ham, selv om Dean ofte opfører sig på kanten af arrogance og støder folk fra sig lige så let som han kommer ind på dem. Sal bliver hurtigt involveret i en verden fuld af alkohol, sex og stoffer, mens de to drager ad landevejene i høj hastighed og møder en række mennesker, der på godt og ondt påvirker deres liv.

## Rolleliste
- Sam Riley som Sal Paradise
- Garrett Hedlund som Dean Moriarty
- Kristen Stewart som Marylou
- Amy Adams som Jane
- Tom Sturridge som Carlo Marx
- Alice Braga som Terry
- Elisabeth Moss som Galatea Dunkel
- Danny Morgan som Ed Dunkel
- Kirsten Dunst som Camille
- Viggo Mortensen som Old Bull Lee
- Steve Buscemi som Tall Thin Salesman
- Terrence Howard som Walter

## Eksterne links
- On the Road på Internet Movie Database (engelsk)
- On the Road på Filmdatabasen
- On the Road på Scope
- On the Road i Svensk Filmdatabas (svensk)
- On the Road på AlloCiné (fransk)
- On the Road på MovieMeter (nederlandsk)
- On the Road på AllMovie (engelsk)
- On the Roads profil hos Encyclopædia Britannica Online (engelsk)
- On the Road på The Movie Database (engelsk)
- On the Road på Rotten Tomatoes (engelsk)
- Film news and casting information
- Salles interview

1. ↑  Navnet er anført på engelsk og stammer fra Wikidata hvor navnet endnu ikke findes på dansk.
2. ↑  Navnet er anført på engelsk og stammer fra Wikidata hvor navnet endnu ikke findes på dansk.
3. ↑  Navnet er anført på engelsk og stammer fra Wikidata hvor navnet endnu ikke findes på dansk.
4. ↑  Navnet er anført på engelsk og stammer fra Wikidata hvor navnet endnu ikke findes på dansk.
5. ↑  Navnet er anført på engelsk og stammer fra Wikidata hvor navnet endnu ikke findes på dansk.
6. ↑  Navnet er anført på engelsk og stammer fra Wikidata hvor navnet endnu ikke findes på dansk.
7. ↑  Navnet er anført på engelsk og stammer fra Wikidata hvor navnet endnu ikke findes på dansk.